# Straconka (Bielsko-Biała)
Straconka (niem. Dresseldorf lub Drösseldorf) – dzielnica zwyczajowa Bielska-Białej położona w południowo-wschodniej części miasta w dolinie potoku Straconka u podnóża Beskidu Małego (konkretnie szczytów wchodzących w skład Grupy Magurki Wilkowickiej), dawna wieś założona w XVI wieku i przyłączona do miasta w 1973. Dominuje w niej zabudowa jednorodzinna, znaczną część zajmują też tereny leśne. Jest to popularny punkt wyjściowy turystyki górskiej. Granice obrębu ewidencyjnego Straconka – odzwierciedlające na północy i zachodzie granice dawnej wsi – są zbliżone do granic osiedla samorządowego (jednostki pomocnicznej gminy) o tej samej nazwie zamieszkiwanego przez około 3,5 tysiąca mieszkańców.

## Położenie
Granice obrębu ewidencyjnego Straconka (kod TERYT 246101_1.0019) wyznaczają:
- na południu, wschodzie i północnym wschodzie – granica administracyjna Bielska-Białej z gminą Wilkowice i gminą Kozy
- na północy – ulica Matecznik i linia na jej przedłużeniu, następnie ulica Wspólna i linia na jej przedłużeniu, następnie nieregularna linia biegnąca na południe od ulicy Langiewicza, a potem w rejonie przecięcia ulicy Langiewicza z drogą ekspresową S1 w kierunku Doliny Złotego Potoku – granica z Lipnikiem
- na zachodzie – linia prosta biegnąca na wschód od ulicy Brackiej i Jeździeckiej w pobliżu drogi ekspresowej S1, ulica Wczasowa i linia przebiegająca wschodnimi zboczami Łysej Góry ulicy Wczasowej do granicy miasta – granica ze Złotymi Łanami i Leszczynami w ramach obrębu ewidencyjnego Lipnik oraz z Mikuszowicami Krakowskimi

Północna i zachodnia granica obrębu są tożsame z granicami dawnej wsi obowiązującymi w latach 1791/1844–1973. Obręby ewidencyjne o nazwie Straconka znajdują się również na terenie gminy Wilkowice (kod TERYT 240210_2.0006) oraz na terenie gminy Kozy (kod TERYT 240207_2.0002) – są to części dawnej wsi Straconka włączone do tych gmin w 1973.
Granice osiedla (jednostki pomocniczej gminy) Straconka są bardzo zbliżone do powyższych z tą różnicą, że granica północna nie ma nieregularnego przebiegu, tylko opiera się o granicę naturalną w postaci cieku wodnego o nazwie Złoty Potok, tak więc do Straconki w rozumieniu samorządowym należą również niektóre zabudowania w rejonie ulicy Brzóski, Langiewicza i Wspólnej, które są częścią obrębu Lipnik. Drobne odchylenia występują ponadto przy ulicy Wczasowej, gdzie kilka parcel po jej wschodniej stronie jest częścią obrębu Straconka, ale należy do osiedla Mikuszowice Krakowskie.
Do tradycyjnych nazw miejscowych, które wciąż są obecne w świadomości mieszkańców i występują na mapach, należą:
- Mała Straconka – przysiółek u podnóża Magurki Wilkowickiej i Rogacza, w rejonie ulicy Małej Straconki
- Do Chrobaków – na wschód od Małej Straconki, zabudowania na końcu ulicy Sodowej i Rajdowej
- Do Polaków – na południowy zachód od Małej Straconki, w rejonie ulicy Borsuczej
- Hańderkula (lub Osiedle Hańderkula) – przysiółek najbliższy granicy miasta w drodze na Przegibek
- Podlas (lub Pod Lasem) – pomiędzy centrum dzielnicy a Hańderkulą, w rejonie pętli autobusowej Straconka Zakręt
- Magurka Straceńska – na grzbiecie Rogacza, poniżej Magurki Wilkowickiej.

## Historia

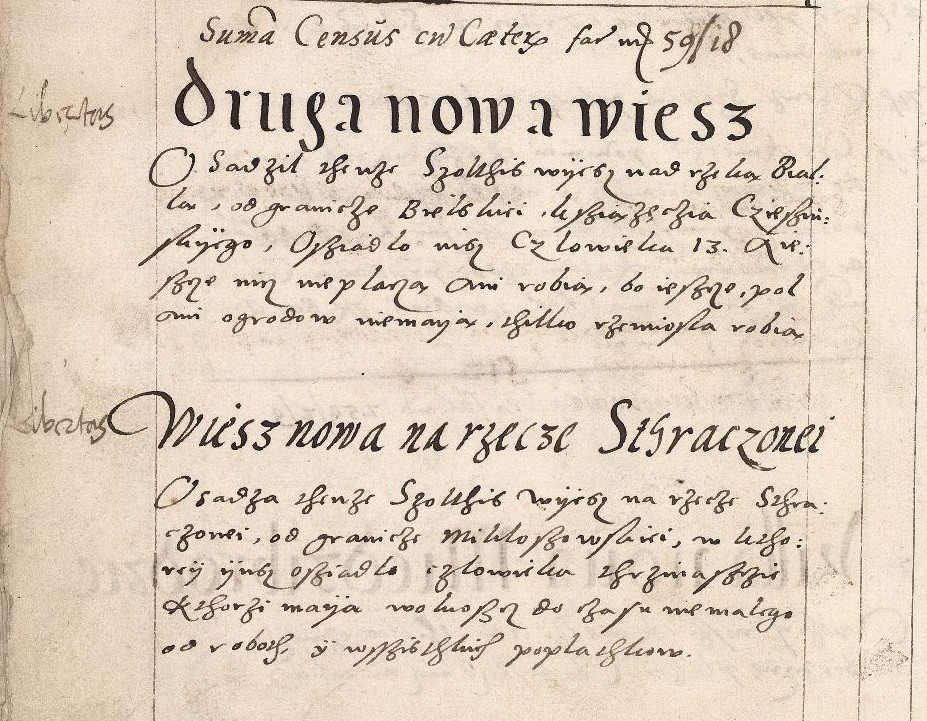
Pierwsza wzmianka o Straconce zawarta w lustracji województwa krakowskiego z 1564 (Wiesz nowa na rzecze Sztraczonei)

Dzieje Straconki sięgają XVI wieku. Pierwsza wzmianka o niej pochodzi z roku 1564. Była to jedna z trzech – obok Białej i Międzybrodzia – osad założonych na terenie dóbr lipnickich za rządów Floriana Zebrzydowskiego. Zasadźcą był ówczesny sołtys lipnicki Walenty Krzyszko. Pierwszymi mieszkańcami nowej osady byli lipniczanie niemieckiego pochodzenia etnicznego i najprawdopodobniej wyznania luterańskiego (zważywszy fakt, że w Lipniku w tym czasie niemal wszyscy mieszkańcy przeszli na luteranizm). Pod koniec XVI wieku starostowie lipniccy sprowadzili do Straconki osadników wołoskich. Obie grupy ludności wymieszały się wkrótce, dając początek nowej społeczności. W tekstach źródłowych równolegle pojawia się słowiańska (polska) nazwa miejscowości Straconka (po raz pierwszy 1569) przeniesiona od nazwy przepływającego przez nią potoku („tracącego się” w górach) oraz niemiecka Dresseldorf (po raz pierwszy w 1639, potem również w postaciach Drösseldorf czy Drüsseldorff), której etymologia wiąże się z drozdami lub archaicznym określeniem olchy. Na początku XVII wieku Straconka liczyła około 150 mieszkańców.
Jako samodzielna miejscowość, odrębna od Lipnika, Straconka zaczęła się kształtować w XVII wieku. Pierwszym znanym z nazwiska sołtysem był Jakub Teczel w 1695. W tym samym okresie trwała akcja kontrreformacyjna, która nabrała na intensywności szczególnie po uruchomieniu misji jezuickiej w Białej w 1708. Z 1737 pochodzi wzmianka, że w Straconce żyło już tylko dwóch protestantów. Wieś stała się wyłącznie katolicką, jaką miała pozostać aż do XX wieku. Do połowy XVIII wieku liczba ludności wzrosła do około 300 mieszkańców.

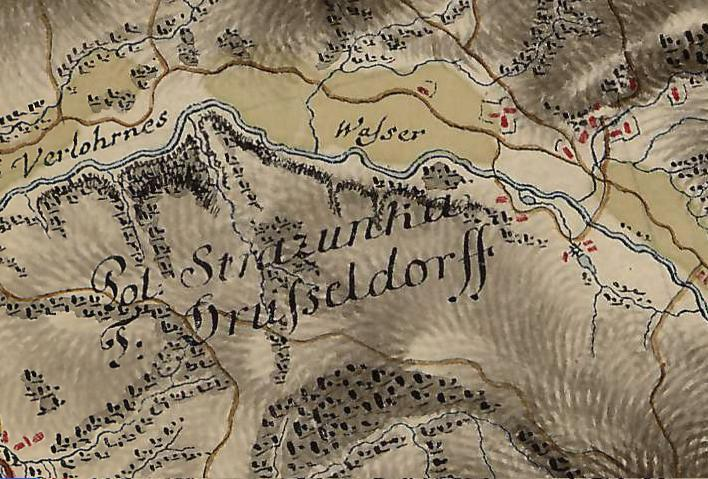
Strazunka vel Drüsseldorff na mapie z końca XVIII wieku

W 1772 Straconka, wraz z całym dawnym księstwem oświęcimskim, stała się częścią habsburskiej Galicji. W 1791 utworzony został w Straconce niezależny od Lipnika zarząd gminny. Wytyczona wtedy pierwsza ścisła granica między obiema miejscowościami uległa korekcie w 1844. Spornym terenem pogranicznym był tzw. Dział na południe od dzisiejszego Osiedla Lipnickiego. Pierwotna granica biegła w prosty równoleżnikowy sposób przez Dział, ale po plebiscycie przeprowadzonym wśród miejscowych gospodarzy została zastąpiona nową linią graniczną o bardzo nieregularnym przebiegu, którą do dzisiaj odzwierciedla kształt obrębów ewidencyjnych Lipnik i Straconka w tym rejonie. W tym czasie, jak widać na mapie katastralnej z 1845, wyraźnie zarysowany był już podział przestrzenny na Wielką (niżej położoną centralną część miejscowości) i Małą Straconkę (bezpośrednio u podnóża Magurki). Specjalny status miał las na zboczu Gaików na pograniczu Straconki i Lipnika, który już od końca XVIII wieku stanowił enklawę w posiadaniu miasta Białej. Na mocy reformy z 1848, która znosiła dominium lipnickie jako organ administracyjno-sądowy, Straconka uzyskała pełną samodzielność administracyjną, stając się gminą jednowioskową w powiecie bialskim.

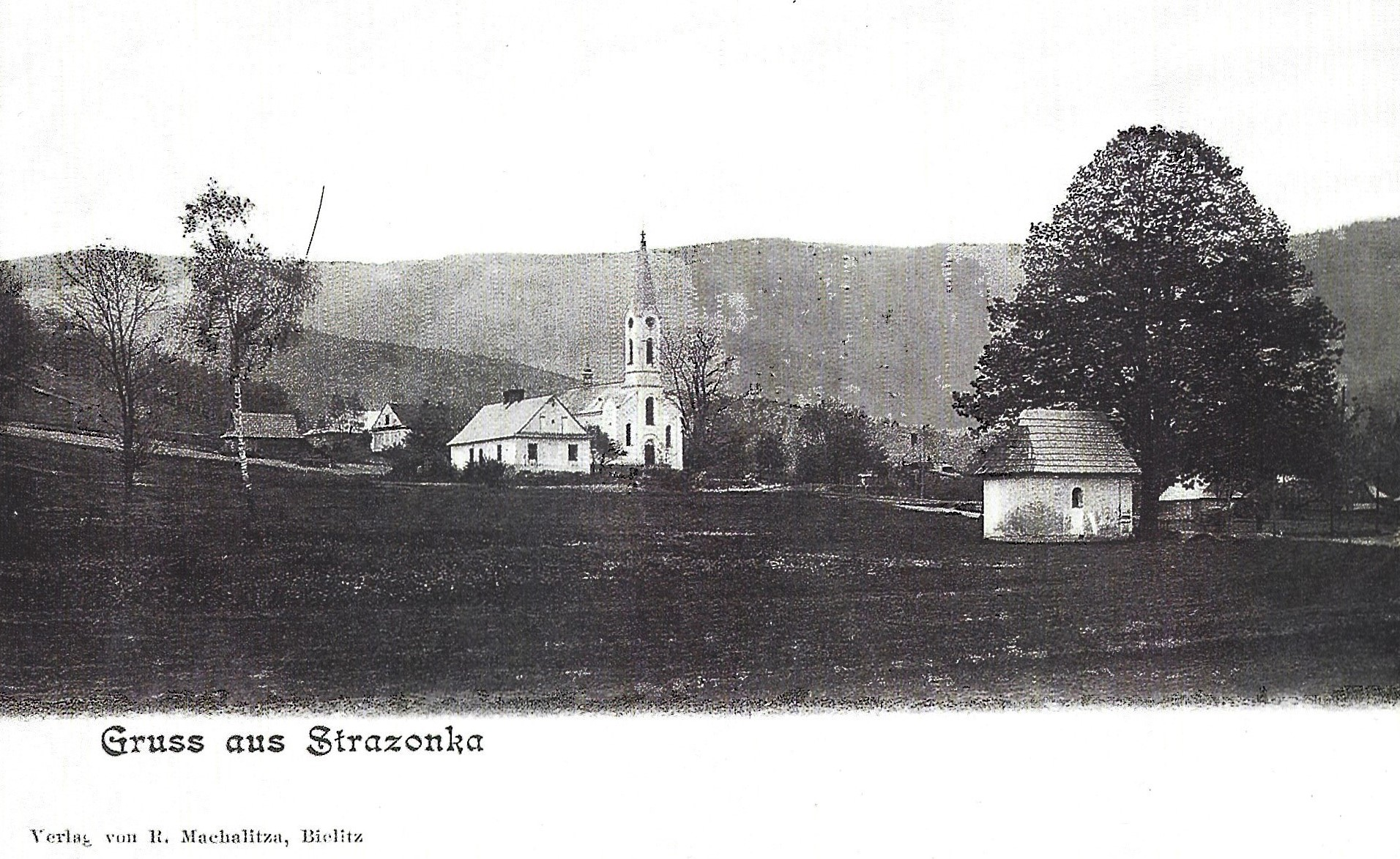
Straconka na pocztówce z końca XIX wieku

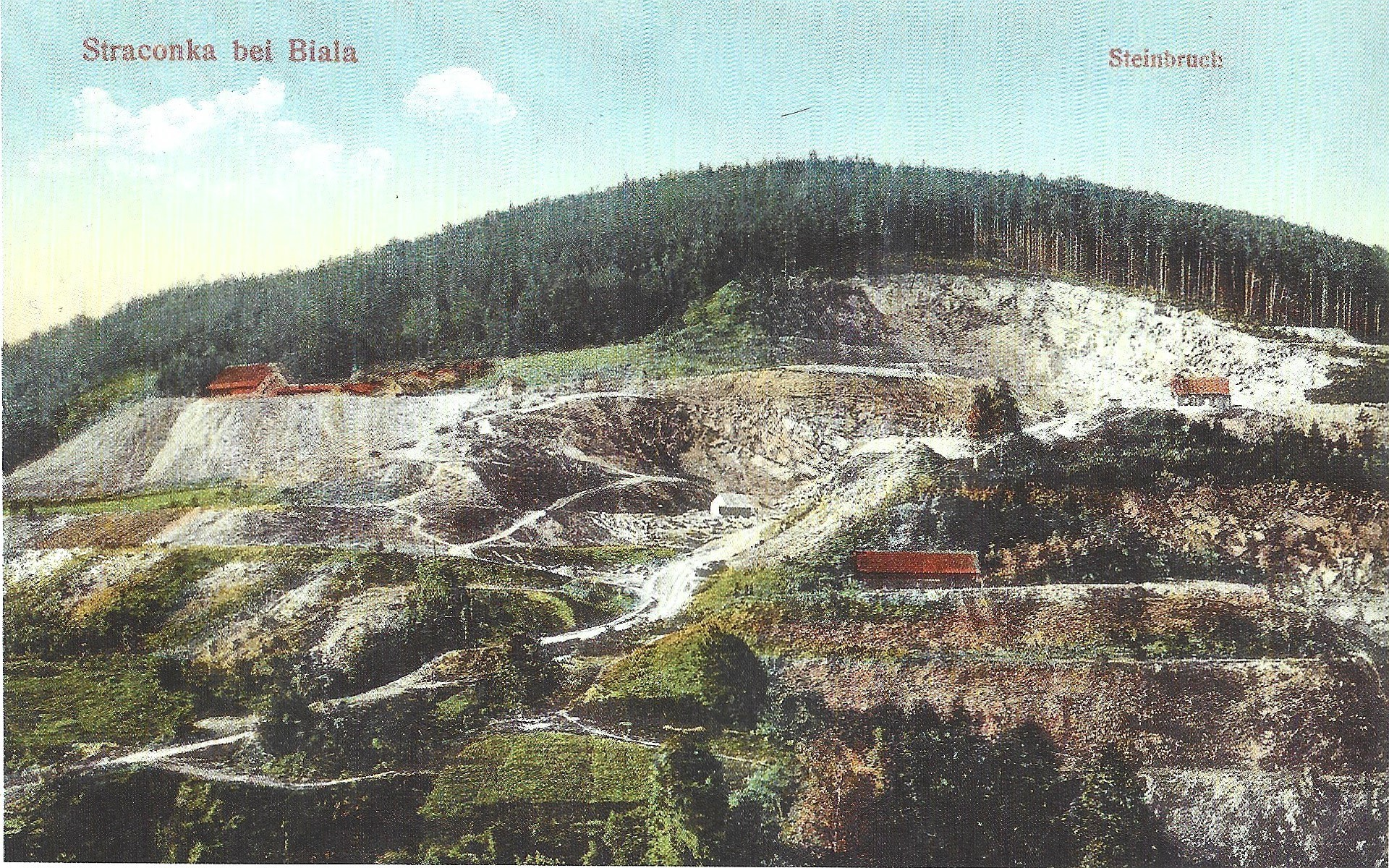
Kamieniołomy straceńskie na pocztówce z 1916

W XIX wieku przeobrażeniom uległa struktura społeczno-ekonomiczna Straconki. Niegdyś rolniczo-pasterska wioska zaczęła przeradzać się w miejscowość o charakterze podmiejskim, gdzie wielu mieszkańców (według szacunków z lat 80. XIX wieku około 1/3, później ten odsetek jeszcze wzrósł) znajdowało zatrudnienie w zakładach przemysłowych Bielska i Białej. Duże znaczenie miało uruchomienie w 1875 dwóch kamieniołomów, „dolnego” i „górnego”, z których korzystały odpowiednio firmy budowlane Andreasa Walczoka oraz Juliusa, a następnie Carla Korna. Ten drugi został z czasem rozbudowany do rozmiarów największego kamieniołomu w całym okręgu bielsko-bialskim. Kamieniołom Korna działał do 1919, Walczoka – do 1936, przy czym działalność w ich wyrobiskach kontynuowano do lat 70. XX wieku. W latach 1872–1875 wybudowano kościół Matki Bożej Pocieszenia; został on rozbudowany w 1889, a w tymże roku ustanowiono odrębną od Lipnika parafię straceńską. Pod koniec XIX wieku Straconka stała się popularną miejscowością letniskową. Duże zasługi w promowaniu Straconki miało towarzystwo Beskidenverein, które w 1903 otworzyło schronisko turystyczne na Magurce Wilkowickiej. W 1901 uruchomione zostały w Straconce ujęcie wody pitnej i stacja filtrów dla wodociągów miasta Białej. Realizacji miejskiej inwestycji towarzyszył wieloletni spór z władzami wsi, które obawiały się obniżenia poziomu wód i negatywnych konsekwencji dla miejscowych gospodarzy. Już w tym czasie rozważana była koncepcja włączenia Straconki w granice Białej. Dla celów tworzenia strefy ochronnej wokół ujęcia miasto wykupiło szereg gruntów w Małej Straconce.
W 1857 wieś liczyła 967 mieszkańców w 106 domach. Do 1890 liczba domów wzrosła do 123, a mieszkańców – do 1276. Niemal wszyscy byli polskojęzycznymi katolikami, naliczono jedynie 22 osoby przybyłe z innych części Austro-Węgier posługujące się językiem niemieckim, czeskim lub włoskim (grupa pracowników kamieniołomów) i 11 ewangelików. Według spisu ludności z 1900 w 137 budynkach w Straconce na obszarze 1292 hektarów mieszkało 1576 osób (gęstość zaludnienia 122 os./km²), z czego wszyscy byli katolikami, 1530 (97,1%) polsko-, 10 niemieckojęzycznymi, a 12 osób posługiwało się innym językiem.

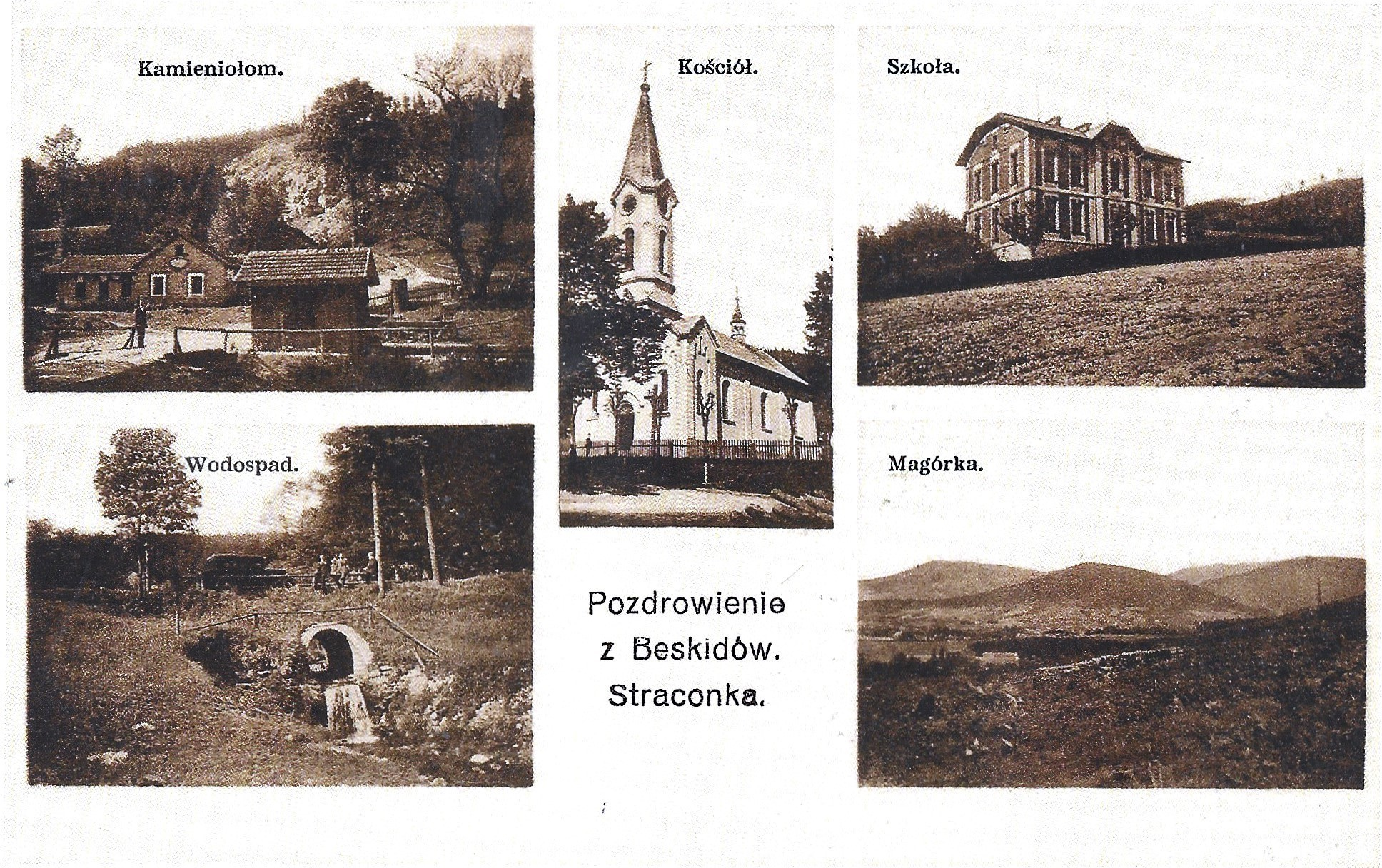
Pocztówka ze Straconki z okresu międzywojennego

Do idei połączenia Straconki z Białą powracano kilkukrotnie po I wojnie światowej, gdy po upadku Austro-Węgier miejscowość znalazła się w granicach Polski, w powiecie bialskim województwa krakowskiego. W odróżnieniu jednak od Lipnika pozostała ona odrębną wsią, od reformy administracyjnej w 1934 współtworząc gminę Biała-wieś. Również konflikt z miastem w sprawie wodociągów ożywał w nowych realiach, ponieważ eksploatacja wodociągów rzeczywiście prowadziła do wysychania potoku Straconka. Kontynuowany był wykup gruntów przez bialski magistrat i poszerzanie strefy ochronnej ujęcia wód. Według danych z 1933 Straconka liczyła 1836 mieszkańców zamieszkujących 195 budynków.
W czasie II wojny światowej Straconka została włączona bezpośrednio do III Rzeszy jako część landkreisu Bielitz. Policyjny spis ludności z grudnia 1939 wykazał 1833 mieszkańców, w tym 1815 (99%) Polaków, 16 Niemców i dwóch Ślązaków. W kolejnych latach do jednej z kategorii Deutsche Volksliste przypisane zostało około 270 osób (15% ludności). W 1940 wieś połączono w jeden okręg urzędowy (Amtsbezirk) z Lipnikiem i częścią Mikuszowic Krakowskich. Podczas wojny śmierć poniosło 48 mieszkańców Straconki. Armia Czerwona wkroczyła do wsi 9 lutego 1945 i pozostała w niej do 5 maja, dokonując w tym czasie licznych rabunków, gwałtów i dewastacji mienia. W Polsce Ludowej przywrócono przedwojenny podział administracyjny, w tym gminę Biała-wieś, która w 1951 – w związku z połączeniem Bielska i Białej w jeden organizm miejski – została przeniesiona z województwa krakowskiego do katowickiego. W 1954 utworzono gromadę Straconka, która była ostatnią formą istnienia miejscowości jako samodzielnego bytu administracyjnego. Dekady powojenne związane z zanikiem rolnictwa, rozwojem budownictwa jednorodzinnego nowego typu i licznymi inwestycjami, jak elektryfikacja (w latach 50.), regulacja potoku Straconka (1960) i budowa nowej drogi do Międzybrodzia Bialskiego przez przełęcz Przegibek (1964).

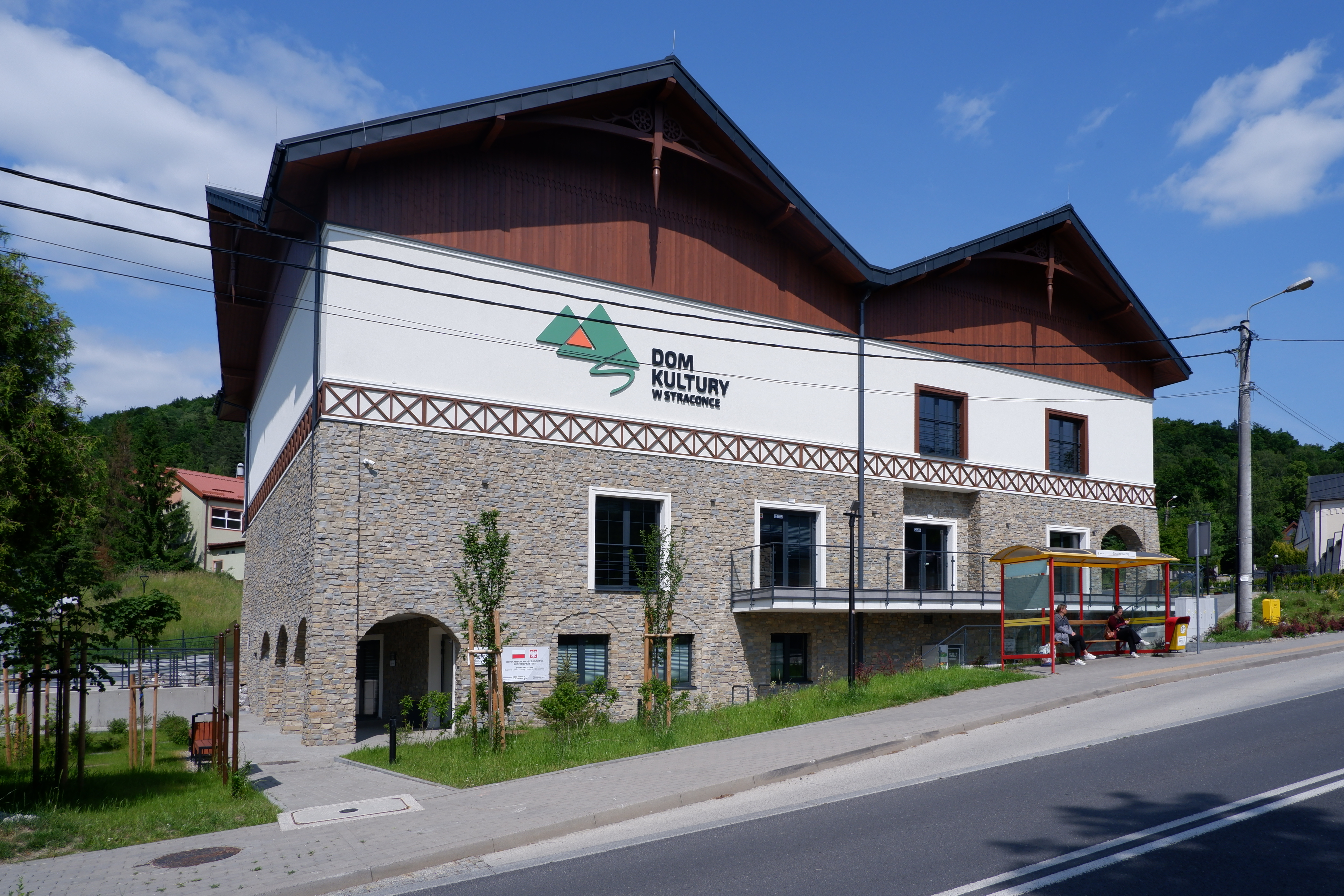
Budynek domu kultury wzniesiony w latach 2023–2025

1 stycznia 1973 Straconkę podzielono pomiędzy Bielsko-Białą, gminę Kozy i gminę Wilkowice. W skład Bielska-Białej wszedł cały zamieszkany obszar Straconki o powierzchni 509 ha, przez co pojęcie Straconka odnosi się obecnie tylko do dzielnicy Bielska-Białej. W skład gminy Kozy weszły obszerne, lecz zupełnie niezaludnione, górskie połacie Straconki o powierzchni 579 ha (ze szczytami Czupel, Gaiki oraz Groniczki), które obecnie stanowią południową połowę gminy. Do gminy Wilkowice wszedł wąski klin obszaru górskiego (203 ha, zbocza Sokołówki, Magurki Wilkowickiej i Rogacza) tworzący połączenie z gminą Kozy. W chwili włączenia do miasta wieś liczyła 1937 mieszkańców. W kolejnych dekadach Straconka w pełni zintegrowała się przestrzennie i funkcjonalnie z Bielskiem-Białą, stanowiąc jego typową dzielnicę przedmiejską o przewadze zabudowy jednorodzinnej. Utworzona w 2002 jednostka pomocnicza gminy obejmująca całą bielsko-bialską część historycznej Straconki liczyła według danych z 31 grudnia 2017 3365 mieszkańców.

## Zabytki
- kościół Matki Bożej Pocieszenia – katolicki kościół parafialny, zbudowany w stylu neogotyckim według projektu Andreasa Walczoka w latach 1872–1875, rozbudowany w 1889 (wieża) i w latach 2005–2016
- kapliczka późnobarokowa pw. Najświętszej Marii Panny z 1830 przy skrzyżowaniu ulic Górska i Wspólna[35], wpisana do rejestru zabytków 17 lipca 2020 (nr rej. A/677/2020)
- głowa lwa wykuta z piaskowca podczas I wojny światowej przez włoskich jeńców wojennych w straceńskich kamieniołomach – miała być elementem cmentarza wojennego, umieszczona jako pomnik przy budynku remizy strażackiej (Górska 129)[35][36]
- relikty zabudowy wiejskiej, np. Górska 46 (dom drewniany), Górska 134 (dawna gospoda gminna z 1864), Górska 160 (dom drewniany, dawna Sokolnia), Górska 177 (dom drewniany), Górska 180 (dom murowany z 1870), Górska 189 (dawna leśniczówka z lat 80. XIX wieku), Górska 204 (dom murowany z 1827)[37][35]
- cmentarz parafialny – założony w 1878[37]
- pomnik przyrody – dąb szypułkowy 300-letni o obwodzie pnia 505 cm, przy remizie strażackiej[35]
- Źródełko Walczoka – ujęcie wodne obudowane konstrukcją kamienną z wyrytą datą 1883[38]

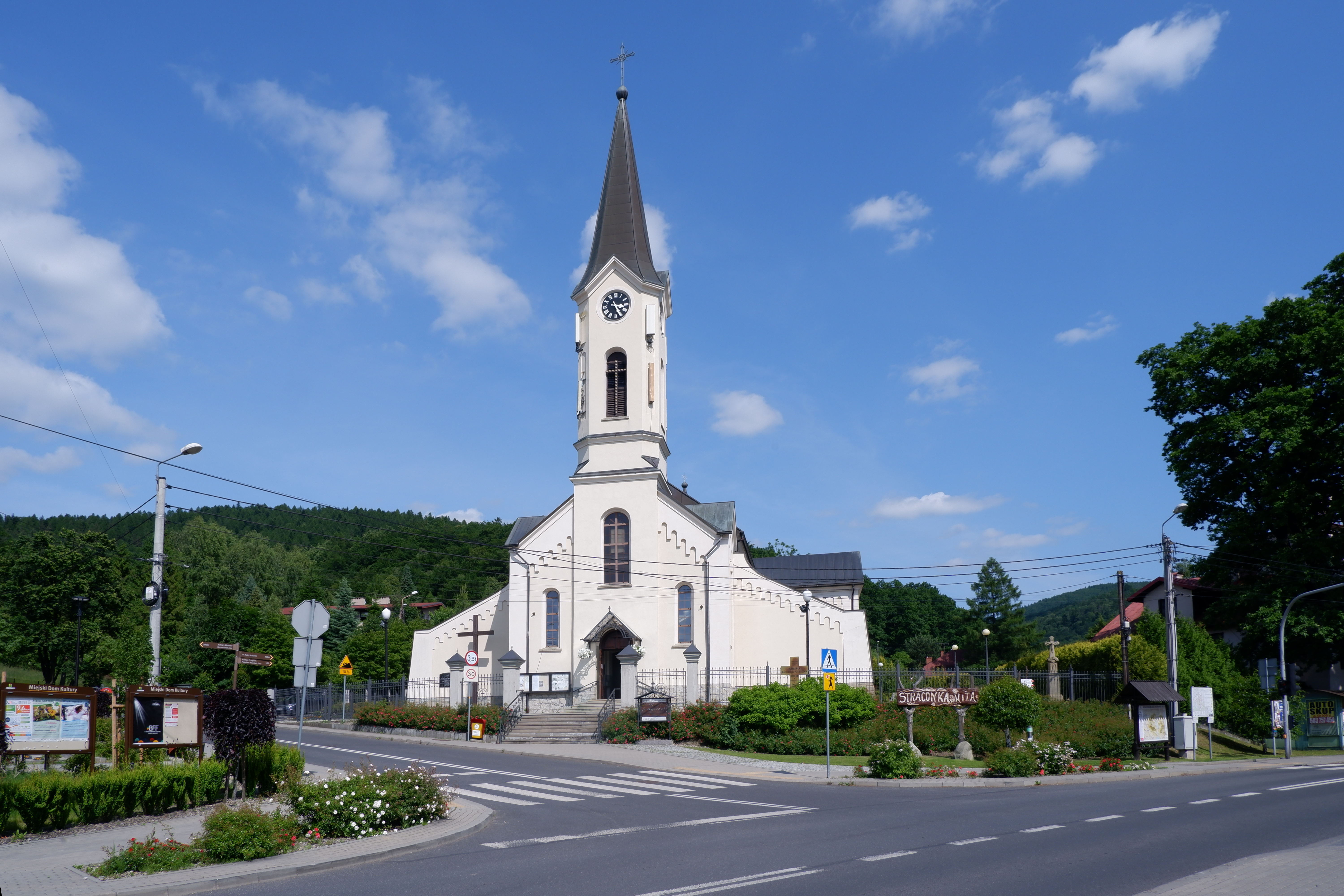
Kościół Matki Bożej Pocieszenia
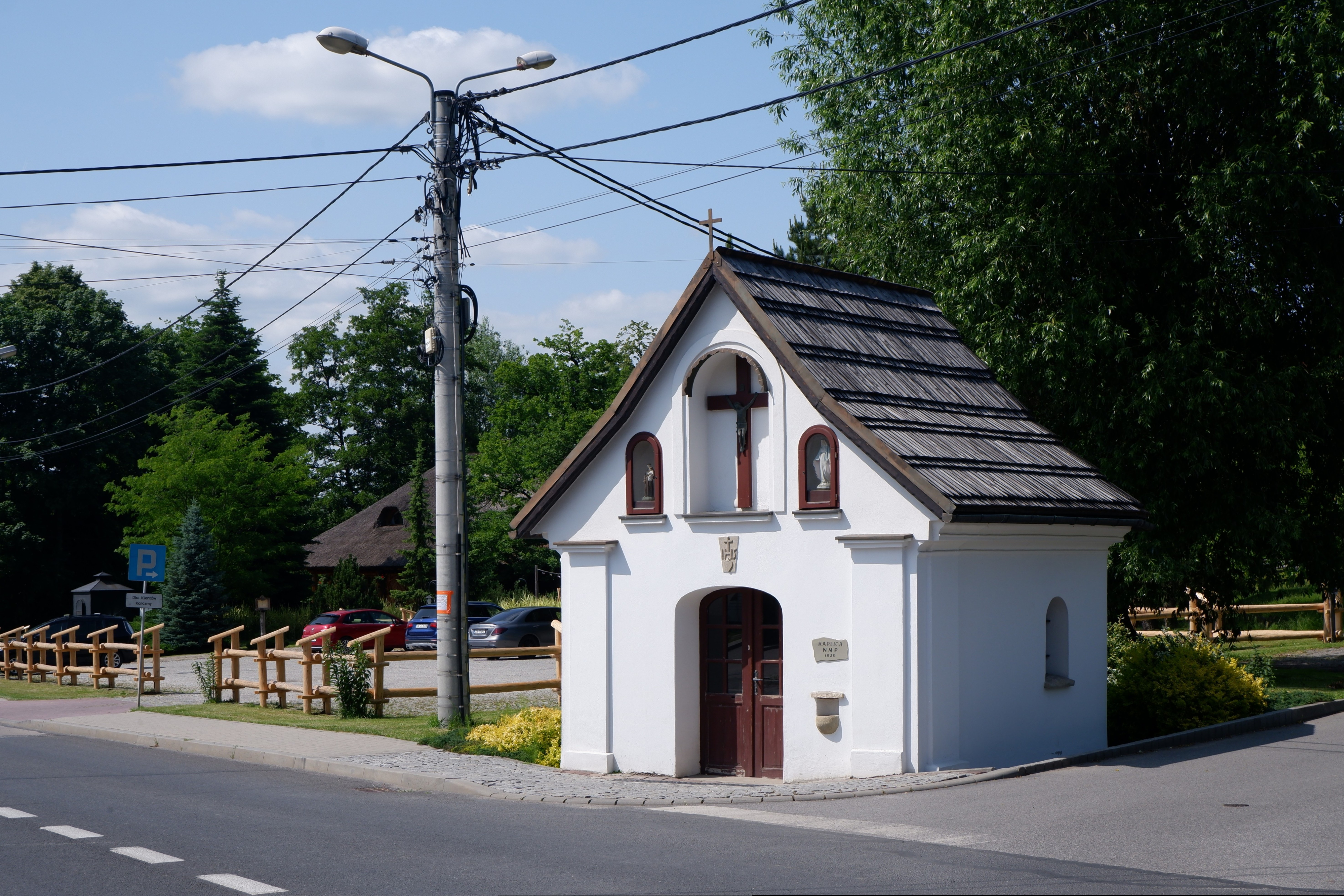
Kapliczka NMP
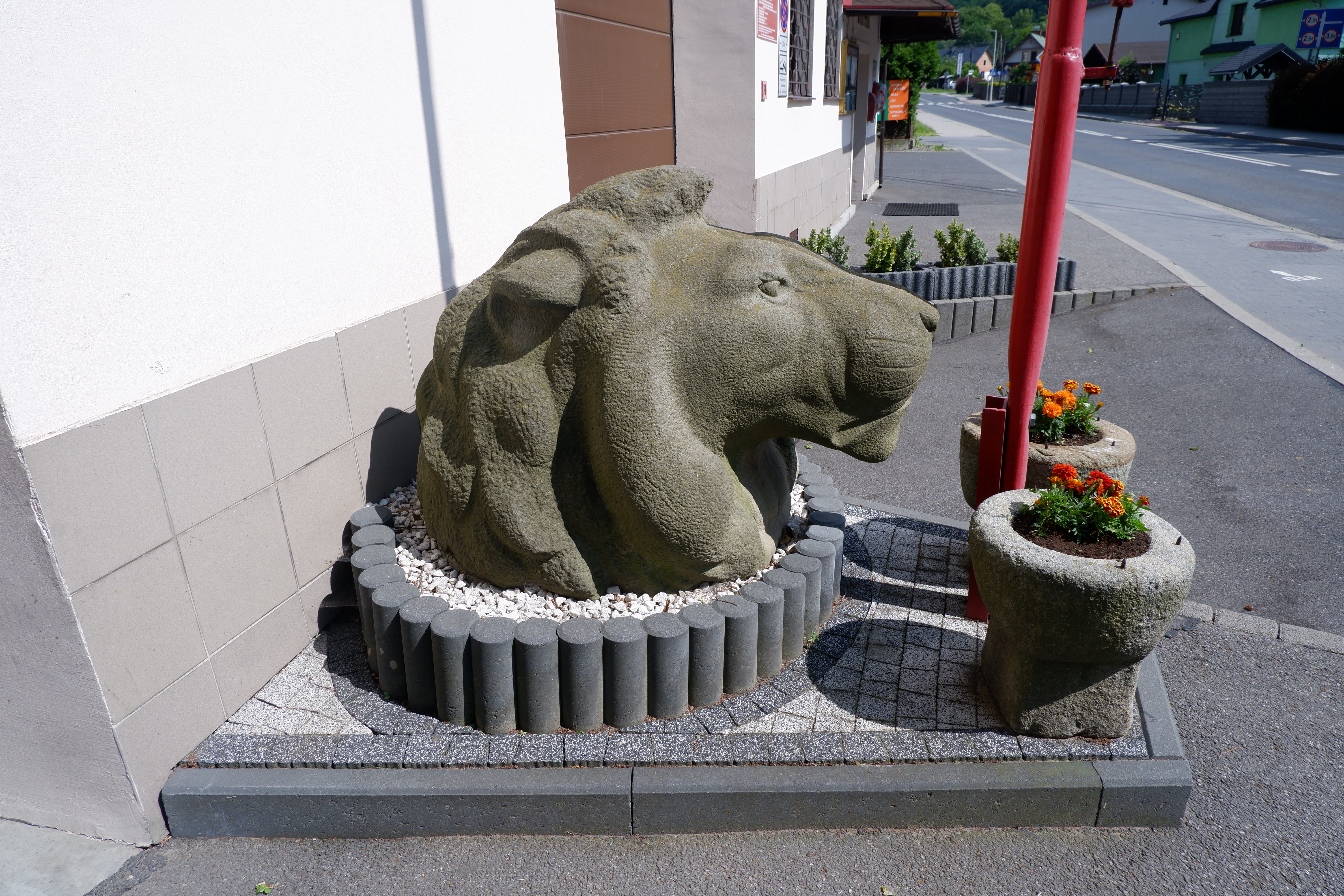
Głowa lwa
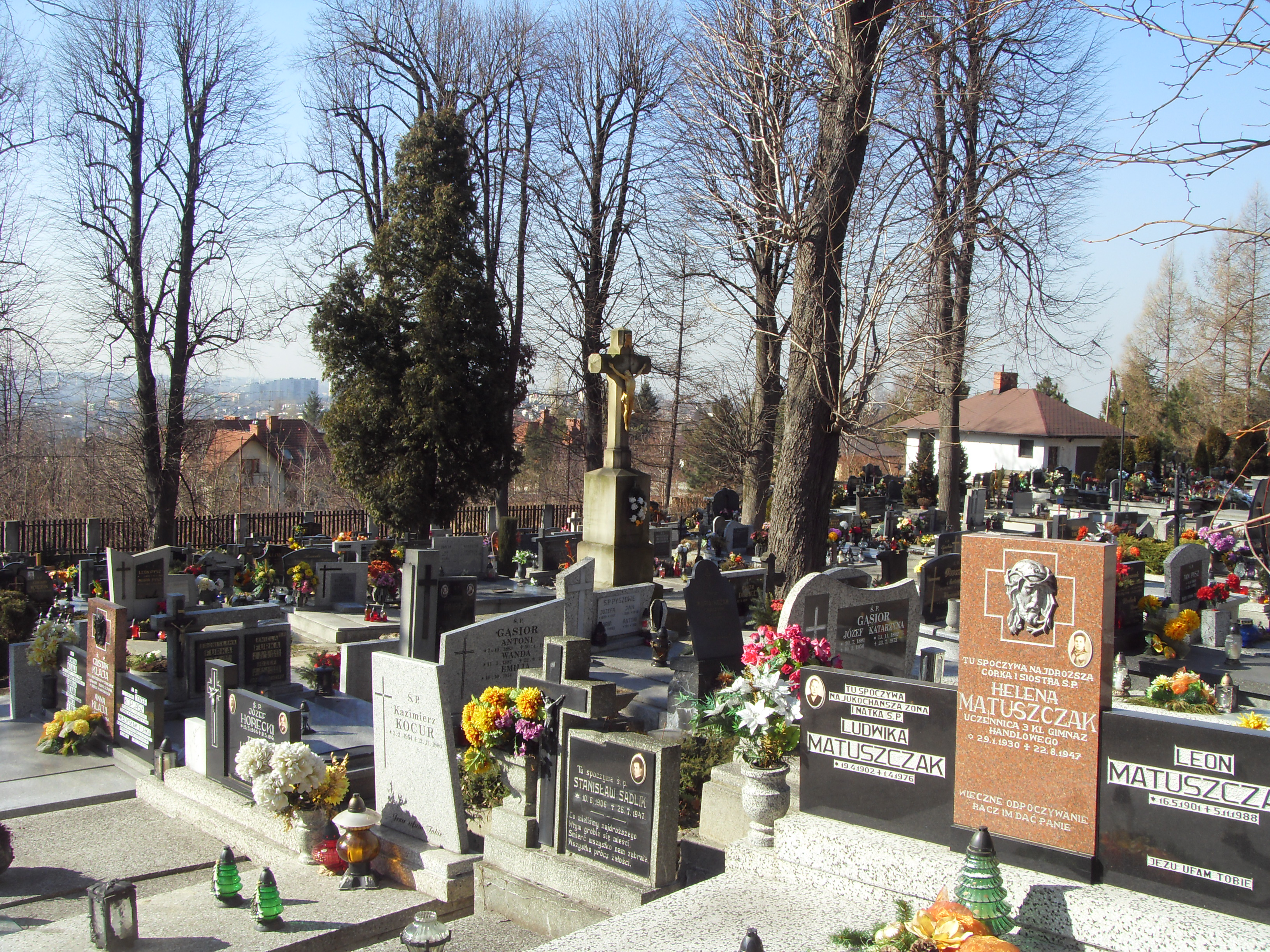
Cmentarz
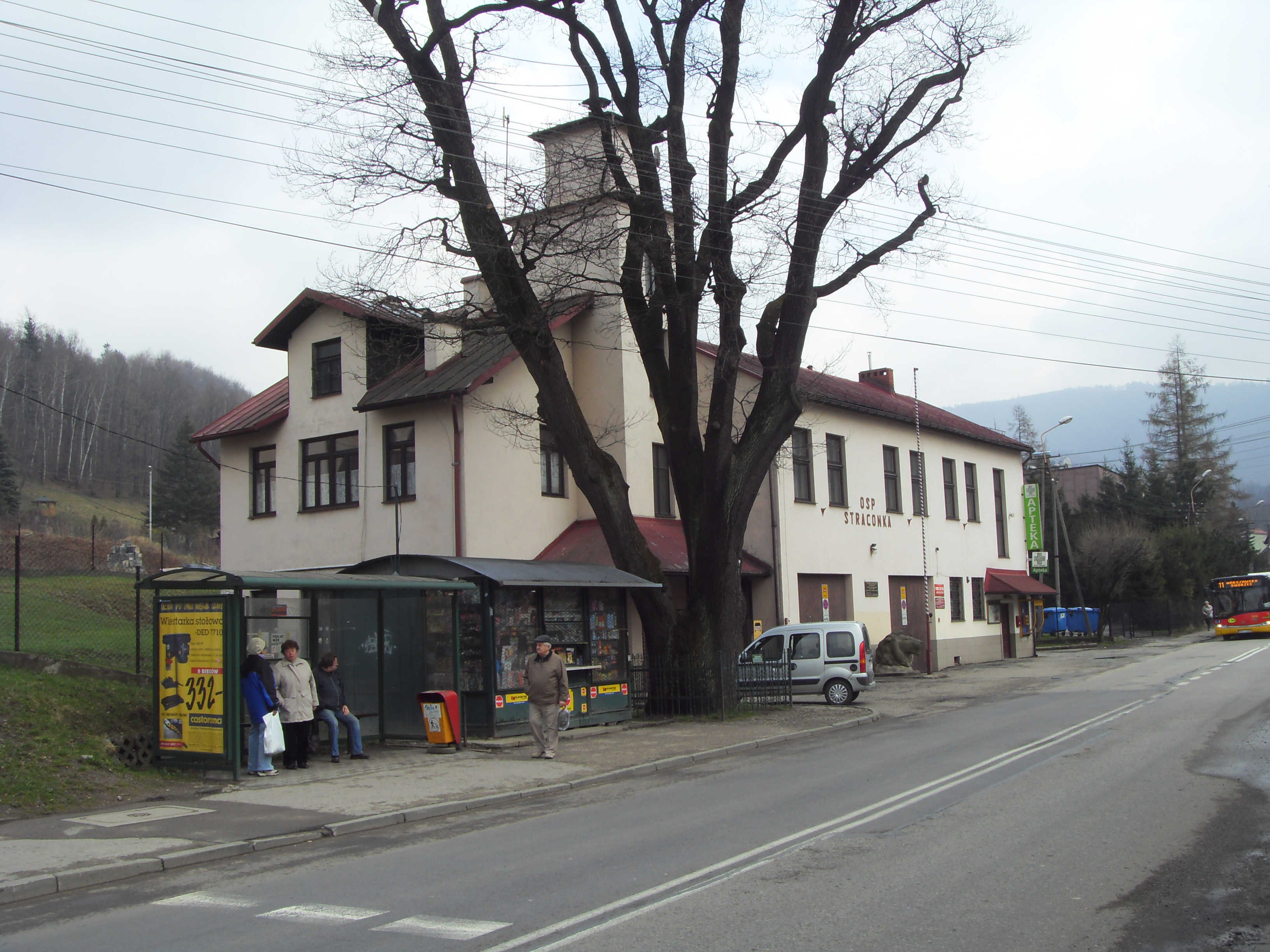
Remiza i pomnikowy dąb

## Transport
Osią komunikacyjną dzielnicy jest ulica Górska, która stanowi część drogi powiatowej 1403S łączącej Bielsko-Białą (Leszczyny) z Międzybrodziem Bialskim. Drugą drogą o znaczeniu ponadlokalnym jest ulica Księdza Stanisława Brzóski, która łączy Straconkę z Lipnikiem. Dzielnica jest obsługiwana (stan 2022) przez linie MZK Bielsko-Biała nr 11 (kursuje po ulicy Górskiej do pętli Straconka Zakręt w przysiółku Podlas, co drugi kurs skrócony do przystanku Straconka Leśniczówka) oraz 35L i 35S (kursują po ulicy Górskiej i Księdza Stanisława Brzóski). Północno-wschodnia obwodnica Bielska-Białej przebiega przez zachodnie peryferia Straconki bez bezpośredniego połączenia z dzielnicą.

## Urodzeni w Straconce
- Ambroży Klimczak (1914-1985) – aktor teatralny, filmowy i radiowy
- Urszula Dudziak (* 1943) – piosenkarka, kompozytorka i autorka tekstów